# Districte de Mittelsachsen
Mittelsachsen és un districte (Kreis) dins l'Estat Lliure de Saxònia, Alemanya. Ocupa 2.112 km² i a finals de 2014 tenia una poblacio de 312.000 habitants. La seva capital és Freiberg.
Aquest districte es va fundar per la fusió dels anteriors districtes de Döbeln, Freiberg i Mittweida com una part de la reforma dels districtes executada l'agost de 2008. El districte s'esteny des de les Muntanyes Metal·líferes, a la frontera amb Txèquia, a les planes que es troben entre Leipzig i Dresden.

## Viles i municipalitats
| Viles | Municipalitats | Municipalitats |
| --- | --- | --- |
| 1. Augustusburg 2. Brand-Erbisdorf 3. Burgstädt 4. Döbeln 5. Flöha 6. Frankenberg 7. Frauenstein 8. Freiberg 9. Geringswalde 10. Großschirma 11. Hainichen 12. Hartha 13. Leisnig 14. Lunzenau 15. Mittweida 16. Oederan 17. Penig 18. Rochlitz 19. Roßwein 20. Sayda 21. Waldheim | 1. Altmittweida 2. Bobritzsch-Hilbersdorf 3. Claußnitz 4. Dorfchemnitz 5. Eppendorf 6. Erlau 7. Großhartmannsdorf 8. Großweitzschen 9. Halsbrücke 10. Hartmannsdorf 11. Königsfeld 12. Königshain-Wiederau 13. Kriebstein 14. Leubsdorf 15. Lichtenau 16. Mochau 17. Lichtenberg | 1. Mühlau 2. Mulda 3. Neuhausen 4. Niederwiesa 5. Oberschöna 6. Ostrau 7. Rechenberg-Bienenmühle 8. Reinsberg 9. Rossau 10. Seelitz 11. Striegistal 12. Taura 13. Wechselburg 14. Weißenborn 15. Zettlitz 16. Zschaitz-Ottewig |